# Sobniogallus
Sobniogallus – rodzaj wymarłego ptaka z grupy grzebiących. Żył we wczesnym oligocenie na terenach Europy. Został opisany w 2014 roku przez Teresę Tomek i współpracowników na podstawie niekompletnego szkieletu wydobytego z nieczynnej cegielni w Sobniowie koło Jasła. Wiek tamtejszych osadów datuje się na rupel, ok. 28–29,5 mln lat.
Holotyp to szkielet zachowany na dwóch płytach, nieobejmujący czaszki i kończyn tylnych. Sobniogallus był niewielkim kurakiem, osiągał rozmiary nieco mniejsze niż kuropatwa zwyczajna, był jednak większy od niektórych wymarłych kuraków. Złożone skrzydło mierzyło prawdopodobnie ok. 13 cm długości. Najdłuższe lotki pierwszorzędowe miały 11 cm długości, drugorzędowe – 8 cm, a trzeciorzędowe – 8–9 cm. Z powodu niekompletności szkieletu, ustalenie pozycji filogenetycznej Sobniogallus jest trudne. Cechy mostka, widełek i kości ramiennej dowodzą przynależności do Galliformes. Budowa carpometacarpus jest zbliżona do blaszkodziobych (najbliższych krewnych grzebiących), co sugeruje, że Sobniogallus jest dość pierwotnym przedstawicielem grzebiących.
Sobniogallus jest pierwszym kopalnym kurakiem odkrytym w Polsce i najbardziej wysuniętym na wschód europejskim kurakiem z paleogenu. Nazwa rodzajowa odnosi się do miejsca znalezienia holotypu i łacińskiego słowa gallus („kura”). Epitet gatunkowy gatunku typowego, albinojamrozi, honoruje Albina Jamroza, który odnalazł ten okaz.